# Neue Synagoge (Kwidzyn)
Die Neue Synagoge in Kwidzyn (deutsch Marienwerder) befand sich im Stadtzentrum an der Sierpniastraße 15, zwischen der Mackensenstraße und Zielonastraße. Die Synagoge wurde 1930 errichtet und beim Novemberpogrom 1938 durch Brandstiftung zerstört. Das Gebäude wurde nach 1938 als Wohnhaus wieder aufgebaut, wobei einige architektonische Details, wie der Eingang, erhalten blieben.